# Isotretinoin
Isotretinoin, též známý jako izotretinoin nebo kyselina 13-cis-retinová a dříve prodávaný mimo jiné pod značkou Accutane, je lék primárně používaný k léčbě těžkého akné. Používá se také k prevenci některých typů rakoviny kůže (karcinom dlaždicových buněk) a při léčbě jiných druhů rakoviny. Též se užívá k léčbě ichtyózy harlekýnového typu, obvykle smrtelného kožního onemocnění, a lamelární ichtyózy. Je to retinoid, což znamená, že je příbuzný vitaminu A a v malém množství se přirozeně vyskytuje v těle. Jeho izomer, tretinoin, je také lékem na akné.
Nejčastějšími nežádoucími účinky jsou suché rty (cheilitida), suchá a křehká kůže a zvýšená náchylnost ke spálení sluncem. Méně časté a vzácné nežádoucí účinky zahrnují bolesti svalů a bolesti (myalgie) a bolesti hlavy. Je známo, že isotretinoin způsobuje vrozené vady v důsledku expozice in utero, protože molekula je velmi podobná kyselině retinové, přírodnímu derivátu vitamínu A, který řídí normální embryonální vývoj. Je také spojena s psychiatrickými vedlejšími účinky, nejčastěji depresí, ale vzácněji také psychózou a neobvyklým chováním. Mezi další vzácné vedlejší účinky patří hyperostóza a předčasné uzavření epifýz, které byly hlášeny jako přetrvávající.
V České republice je lék předepisován jen pacientům, u kterých se prokázaly neúčinnými jiné metody léčby. K předepsání je třeba podstoupit krevní testy na hladiny cholesterolu a triacylglycerolů v krvi.
Ženy užívající isotretinoin nesmí otěhotnět ani během léčby ani měsíc po vysazení. Během tohoto období se doporučuje sexuální abstinence nebo účinná antikoncepce a mohou být nařízeny lékaři v USA i EU.  Bariérové metody samy o sobě (např. kondomy) nejsou považovány za adekvátní vzhledem k nepřijatelné míře selhání přibližně 3 %. Ženám, které otěhotní během léčby isotretinoinem, se obecně doporučuje, aby podstoupily potrat.
Isotretinoin byl patentován v roce 1969 a schválen pro lékařské použití v roce 1982.  V roce 2009 se však společnost Roche rozhodla ukončit výrobu kvůli klesajícímu podílu na trhu z důvodu dostupnosti mnoha jiných verzí a urovnání mnoha soudních sporů kvůli vedlejším účinkům. Roku 2019 byl isotretinoin dostupný od společností Sun Pharma, Viatris, Teva Pharmaceuticals, Akorn a Dr. Reddy's Laboratories. 

## Jiné názvy
Od roku 2017 byl isotretinoin prodáván pod mnoha značkami po celém světě: A-Cnotren, Absorica, Accuran, Accutane, Accutin, Acne Free, Acnecutan, Acnegen, Acnemin, Acneone, Acneral, Acnestar, Acnetane, Acnetin A, Acnetrait, Acnetrex, Acnogen, Acnotin, Acnotren, Acretin, Actaven, Acugen, Acutret, Acutrex, Ai Si Jie, Aisoskin, Aknal, Aknefug Iso, Aknenormin, Aknesil, Aknetrent, Amnesteem, Atlacne, Atretin, Axotret, Casius, Ciscutan, Claravis, Contracné, Curacne, Curakne, Curatane, Cuticilin, Decutan, Dercutane, Effederm, Epuris, Eudyna, Farmacne, Flexresan, Flitrion, I-Ret, Inerta, Inflader, Inotrin, Isac, Isdiben, Isoacne, Isobest, Isocural, Isoderm, Isogeril, IsoGacil, Isolve, Isoprotil, Isoriac, Isosupra, Isosupra Lidose, Isotan, Isotina, Isotinon, Isotren, Isotret, Isotretinoin, Isotretinoina, Isotretinoina, Isotretinoine, Isotretinoïne, Isotrétinoïne, Isotretinoinum, Itrosrinocatzia, Isotretinoinum, Itroinzocat Izotrex, Isotretino Mayesta, Myorisan, Neotrex, Netlook, Nimegen, Noitron, Noroseptan, Novacne, Oralne, Oraret, Oratane, Piplex, Policano, Procuta, Reducar, Retacnyl, Retin A, Roaccutan, Roaccutane, Roacnetan, Roacta, Roacutan, Rocne, Rocta, Sotret, Stiefotrex, Tewe Tai Er Sisi, Tretin, Tretinac, Tretinex, Tretiva, Tufacne, Zenatan, Zerocutan, Zonatian ME a Zoretanin. 
V roce 2017 byl uveden na trh jako lokální kombinovaný lék s erythromycinem pod obchodními názvy Isotrex Eritromicina, Isotrexin a Munderm. 

## Výzkum
Zatímco nadměrný růst kostí byl zmiňován jako možný vedlejší účinek, recenze z roku 2006 pro to nalezla jen málo důkazů. 